# Вельфре-э-Вельфранж
Вельфре́-э-Вельфра́нж (фр. Vellefrey-et-Vellefrange) — коммуна во Франции, находится в регионе Франш-Конте. Департамент — Верхняя Сона. Входит в состав кантона Жи. Округ коммуны — Везуль.
Код INSEE коммуны — 70533.

## География
Коммуна расположена приблизительно в 310 км к юго-востоку от Парижа, в 26 км северо-западнее Безансона, в 33 км к юго-западу от Везуля.
По территории коммуны протекает река Морт. Больше половины территории занимают леса.

## Население
Население коммуны на 2010 год составляло 110 человек.
| 1962 | 1968 | 1975 | 1982 | 1990 | 1999 | 2010 |
| ---- | ---- | ---- | ---- | ---- | ---- | ---- |
| 55   | 57   | 52   | 60   | 60   | 93   | 110  |

## Администрация
| Период | Период | Фамилия       | Партия | Примечания |
| ------ | ------ | ------------- | ------ | ---------- |
| 1995   | 2001   | Люсьен Шампон |        |            |
| 2001   | 2014   | Дени Жёно     |        |            |

## Экономика

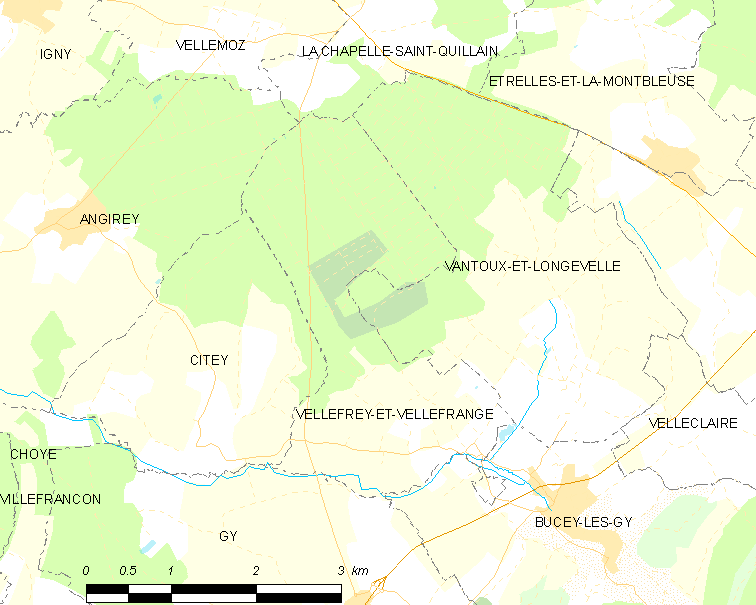
Карта коммуны

В 2010 году среди 69 человек трудоспособного возраста (15—64 лет) 54 были экономически активными, 15 — неактивными (показатель активности — 78,3 %, в 1999 году было 78,8 %). Из 54 активных жителей работали 52 человека (26 мужчин и 26 женщин), безработными было 2 (1 мужчина и 1 женщина). Среди 15 неактивных 7 человек были учениками или студентами, 3 — пенсионерами, 5 были неактивными по другим причинам.